# Orange (Unternehmen)
Die Orange S.A. (ehemals France Télécom S.A.) ist das größte Telekommunikationsunternehmen in Frankreich. Die Konzernzentrale befindet sich in der Rue Olivier de Serres im 15. Arrondissement von Paris.
Mit 142.000 Mitarbeitern versorgte das Unternehmen 2020 249 Millionen Kunden weltweit und erzielte einen konsolidierten Umsatz von 42,3 Milliarden Euro.
In der Liste Forbes Global 2000 der weltweit größten Unternehmen belegt Orange Platz 192 (Stand: Geschäftsjahr 2017). Das Unternehmen hatte Anfang 2022 einen Börsenwert von etwa 26,3 Milliarden US-Dollar.
Der Chef des Unternehmens, Stéphane Richard, hat sein Amt nach einer Verurteilung wegen Veruntreuung öffentlicher Gelder aufgegeben. Richard scheidet nach der Regelung einer Nachfolge spätestens zum 31. Januar 2022 aus. In der Affäre um den Verkauf von Adidas-Anteilen durch den kürzlich verstorbenen Ex-Eigner Bernard Tapie hatte ein Gericht in Paris Richard am 25. November 2021 zu einem Jahr Haft auf Bewährung verurteilt. Seit dem 4. April 2022 hat Christel Heydemann die Leitung des Konzerns inne.

## Geschichte

2012 abgelöstes Logo

Bis 1988 war die Direction Générale des Télécommunications ein Bereich des französischen Postministeriums, seit diesem Jahr trug die Abteilung den Namen France Télecom. Im Jahr 1990 entstand daraus ein 100 Prozent staatliches Unternehmen, das 1997 in eine Aktiengesellschaft umgewandelt und an die Börse gebracht wurde. Am 1. Januar 1998 wurde das Telekommunikationsmonopol in Frankreich aufgehoben.
2001 und 2002 wurden Rekordverluste von 8 bzw. 20,7 Milliarden Euro eingefahren. In der Folge wurden 21.000 altersbedingte Abgänge von Arbeitnehmern nicht durch Neueinstellungen besetzt. Am 14. Februar 2006 gab der Konzern allerdings bekannt, mit 200.000 Beschäftigten den Nettogewinn im Jahre 2005 um 89 Prozent auf 5,7 Milliarden Euro gesteigert zu haben. Gleichzeitig wurde angekündigt, bis zum Jahr 2008 von voraussichtlich 23.000 Altersabgängen nur 6.000 neu besetzen zu wollen, nachdem der Konzern seit Jahresbeginn jede Woche ungefähr 15.000 Kunden an Billiganbieter verloren habe.
Anfang Juni 2008 wurde bekannt, dass die France Télécom plante, die TeliaSonera zu übernehmen, jedoch scheiterte das Vorhaben.
Nachdem das Unternehmen in den vergangenen Jahren mit hohen Verlusten zu kämpfen gehabt und viele Kunden an Billiganbieter verloren hatte sowie die Marke France Télécom bereits im Februar 2012 aufgegeben worden war, benannte es sich am 1. Juli 2013 wie ihre gleichnamige Tochtergesellschaft in Orange um.
Heute steht das Unternehmen im direkten Mitbewerb zu den Telekommunikationsunternehmen SFR, Bouygues Telecom sowie Iliad.

## Anteilseigner
Anteilseigner der Orange S.A. sind mit Stand vom 15. Juli 2020 die Französische Republik und FSI mit zusammen 27,11 Prozent, zu 72,89 Prozent befindet sich das Unternehmen im Streubesitz.

## Beteiligungen

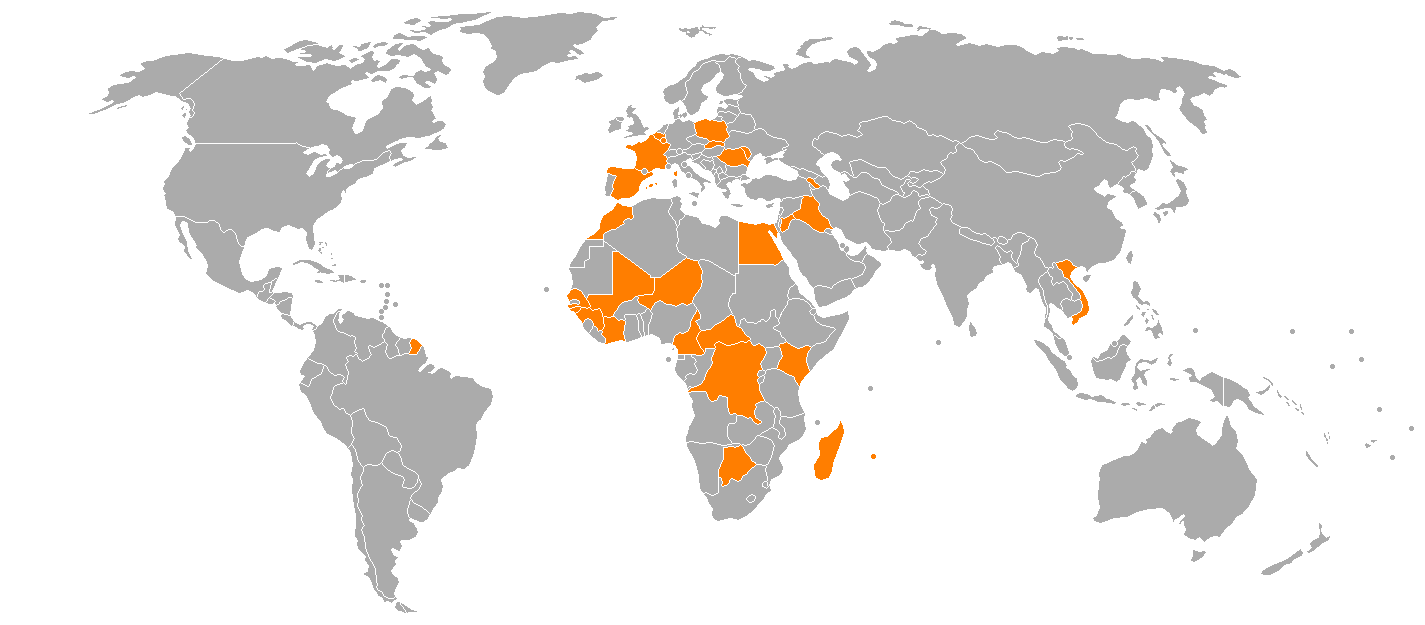
Weltweite Aktivitäten der Gruppe France Télécom

Orange hält zahlreiche Beteiligungen weltweit, darunter insbesondere 100 Prozent des Mobilfunkanbieters Orange S.A. Außerdem war die France Télécom bis Mai 2005 an mobilcom beteiligt. Sie ist der Mutterkonzern des 1997 gegründeten Computerspiele-Publishers GOA, der seit 2001 Dark Age of Camelot und seit 2008 Warhammer Online: Age of Reckoning in Europa vertreibt und betreut. Die France Télécom war außerdem an der Entwicklung der europäischen Suchmaschine Quaero beteiligt. Die Auslandsaktivitäten sind zumeist in der Orange gebündelt. Die schweizerische Orange Communications SA, die Ende April 2015 in Salt Mobile umbenannt wurde, gehört seit 2012 nicht mehr zu France Télécom. Ebenfalls im 2012 wurde auch die österreichische Orange Austria an Hutchison Drei Austria verkauft.

## Orange Bank
Am 2. November 2017 lancierte Orange in Frankreich die Orange Bank und stieg damit in das Online Banking ein. Orange dringt dabei in Neuland vor, denn es ist der erste Versuch eines Telekom-Konzerns in einer großen Volkswirtschaft, eine eigenständige Bank zu etablieren. Mit dessen Führung haben sie allerdings mit Andre Coisne einen Manager betraut, der in Frankreich schon die Online-Ableger für die Institute ING Groep und Crédit Agricole an den Start gebracht hat. Wirecard übernehme gemäß einer Mitteilung alle technischen und finanziellen Prozesse im Zusammenhang mit Zahlungen, die über NFC-kompatible Mobiltelefone abgewickelt werden. Dazu gehöre auch die Herausgabe der virtuellen Visa-Karten.

## Untersuchungen um Selbsttötungen
Durch eine Serie von Suiziden geriet die France Télécom Mitte 2009 in die Schlagzeilen. 25 Beschäftigte von France Télécom nahmen sich innerhalb von anderthalb Jahren das Leben. Dabei machten die Betroffenen teilweise in ihren Abschiedsbriefen direkt das Unternehmen für ihre Entscheidung zur Selbsttötung verantwortlich. Gewerkschaften, Arbeitsmediziner und Psychiater prangern schon seit Jahren das „Klima von Angst und Stress“ in dem Unternehmen an. Die Leitung von France Télécom betrachtete die Suizide lange als privates Problem ihrer Beschäftigten. Noch im September sprach Unternehmenschef Didier Lombard bei einer Pressekonferenz leichtfertig von einer „Selbstmordmode“. Seine Bemerkung löste eine Welle der Empörung in dem Unternehmen aus. Mit weniger als 14 Suiziden pro 100.000 Mitarbeitern jährlich liegt das Unternehmen unter dem nationalen Durchschnittswert von 18 auf 100.000 Einwohner aus dem Jahr 2008. Aufgrund der massiven Kritik erklärte Lombard am 2. Februar 2010 seinen Rücktritt. Danach sollte sein Stellvertreter Stéphane Richard ab 1. März 2010 die Konzernführung übernehmen. Am 1. März 2011, übernahm Lombard einen Beraterposten beim Konzern, verkündete aber einen Tag später seinen Verzicht „im Interesse von France-Télécom“.
Kritikern zufolge hatte der französische Staat zwar Kenntnis von den drastischen Auswirkungen der Unternehmenspolitik auf die Belegschaft, unternahm aber keine Schritte dagegen. So habe der Staat, obwohl er als Aktionär mit drei Sitzen im Aufsichtsrat vertreten war und somit über die Vorgänge informiert war, erst Ende 2009 reagiert.
2012 wurde gegen Lombard und sechs weitere Manager von France Télécom ein Ermittlungsverfahren wegen harcèlement morale (wörtlich „moralische Belästigung“, übersetzt: Mobbing) eingeleitet. 2016 forderte die Staatsanwaltschaft ein Verfahren wegen systematischen „moralischen Drucks“ auf die Angestellten, unter dem Vorwurf der Etablierung einer „Politik der Destabilisierung“ im Unternehmen, um Mitarbeiter in die Kündigung zu treiben. Medienberichten zufolge war es in den Jahren 2008 und 2009 zu 35 Selbsttötungen von Angestellten des Unternehmens gekommen. Die Zahl der Suizide ist unklar, die Rede ist teils von 60 Selbsttötungen innerhalb von drei Jahren.
Im Februar 2016 wurde der Antrag zweier Manager, sie wegen fehlender hierarchischer Verbindung zu den Angestellten aus den Ermittlungen auszunehmen, abgelehnt. Im Oktober wies der Kassationshof die Entscheidung wieder an die niedere Instanz zurück, welche die Verdachtsmomente bezüglich jedes einzelnen Opfers darzustellen habe. Dort wurde der Antrag der zwei Manager Ende November 2017 erneut abgelehnt. In der Akte sind insgesamt 39 Opfer genannt. Das Gericht in Paris verwies darauf, dass es im Recht zwar kein Vergehen des institutionalisierten oder organisierten Mobbings gebe, dass sich das Gericht aber auf eine seit 2007 bewusst geführte Politik des Unternehmens beziehe, die zum Inhalt hatte – ohne Rückgriff auf legale und übliche Mittel – ein angsterzeugendes Betriebsklima und eine Destabilisierung der Belegschaft zu erzeugen und so den Wunsch zu erwecken, das Unternehmen zu verlassen.
Die Affäre gilt als der erste große Justizfall zum institutionalisierten Mobbing.
Im Mai 2019 begann der Prozess, mit der Gewerkschaft Sud-PTT als Hauptkläger und mit 120 Nebenklägern. Als Höchststrafe für die drei Hauptangeklagten waren bis zu einem Jahr Haft und 15.000 Euro Geldstrafe möglich.
Am 20. Dezember 2019 wurde das Urteil gesprochen: Didier Lombard wurde zu einem Jahr Haft, davon vier Monate auf Bewährung, sowie einer Geldstrafe in Höhe von 15.000 Euro verurteilt; sein früherer Stellvertreter Louis-Pierre Wenes und der ehemalige Personalchef Olivier Barberot wurden jeweils zu vier Monaten Haft ohne Bewährung verurteilt. Der Konzern muss eine Strafe in Höhe von 75.000 Euro zahlen. Das Gericht blieb damit unter der Forderung der Staatsanwaltschaft.

## Sonstiges
Ähnlich dem VFDB in Deutschland gibt es bei der France Télécom auch einen Zusammenschluss der dort beschäftigten Funkamateure, die Association des Radioamateurs Postiers & Télécommunicants (RADIOAMPT).
Orange war einer der wenigen französischen Sponsoren der Fußball-Europameisterschaft 2016.
In Zusammenarbeit mit der Deutschen Telekom entwickelte Orange den Smart Speaker Hallo Magenta.